# Magna Graecia

Kolonien und Dialekte der Magna Graecia

Als Magna Graecia (lateinisch für „großes Griechenland“ bzw. „Großgriechenland“; altgriechisch Μεγάλη Ἑλλάς Megálē Hellás) werden die Regionen im antiken Süditalien, oft einschließlich Siziliens, bezeichnet, die von griechischen Siedlern ab dem 8. Jahrhundert v. Chr. kolonisiert wurden (griechische Kolonisation). Obwohl es hier neben den zahlreichen Poleis immer auch viele nichtgriechische Stämme und Städte gab, war die ganze Region dennoch stark von der griechischen Sprache und Kultur geprägt und wurde erst spät und langsam romanisiert. Noch heute gibt es kleine griechische Sprachinseln in Süditalien (Griko). Die Griechen Italiens wurden auch als Italioten (Ἰταλιῶται Italiō͂tai) bezeichnet.
Im Deutschen wird das Gebiet auch Großgriechenland genannt, seine Einwohner Westgriechen. Die Magna Graecia bestand dabei aus vielen volkreichen Städten; diese waren unabhängige Staaten, die oft gegeneinander kämpften. Teils schlossen sich westgriechische Poleis aber auch zu einem Koina zusammen, so insbesondere zum Italiotenbund unter Führung von Tarent.
Erstmals findet sich die Bezeichnung Großgriechenland für das Gebiet von Neapel bis Syrakus bei Polybios. Auch für Strabon zählte Sizilien zu Großgriechenland. Römische Autoren wie Plinius der Ältere und Servius grenzten hingegen das Gebiet der Magna Graecia von Lokroi bis Tarent bzw. von Cumae/Kyme bis Tarent ein, zählten also Sizilien (das zu ihrer Zeit eine römische Provinz war) nicht dazu. Betrachtet man die Ausdehnung der hellenischen Besiedlung, Sprache und Kultur, erstreckte sich das Gebiet der Westgriechen von der Umgebung Neapels bis nach Sizilien.

## Ursprung

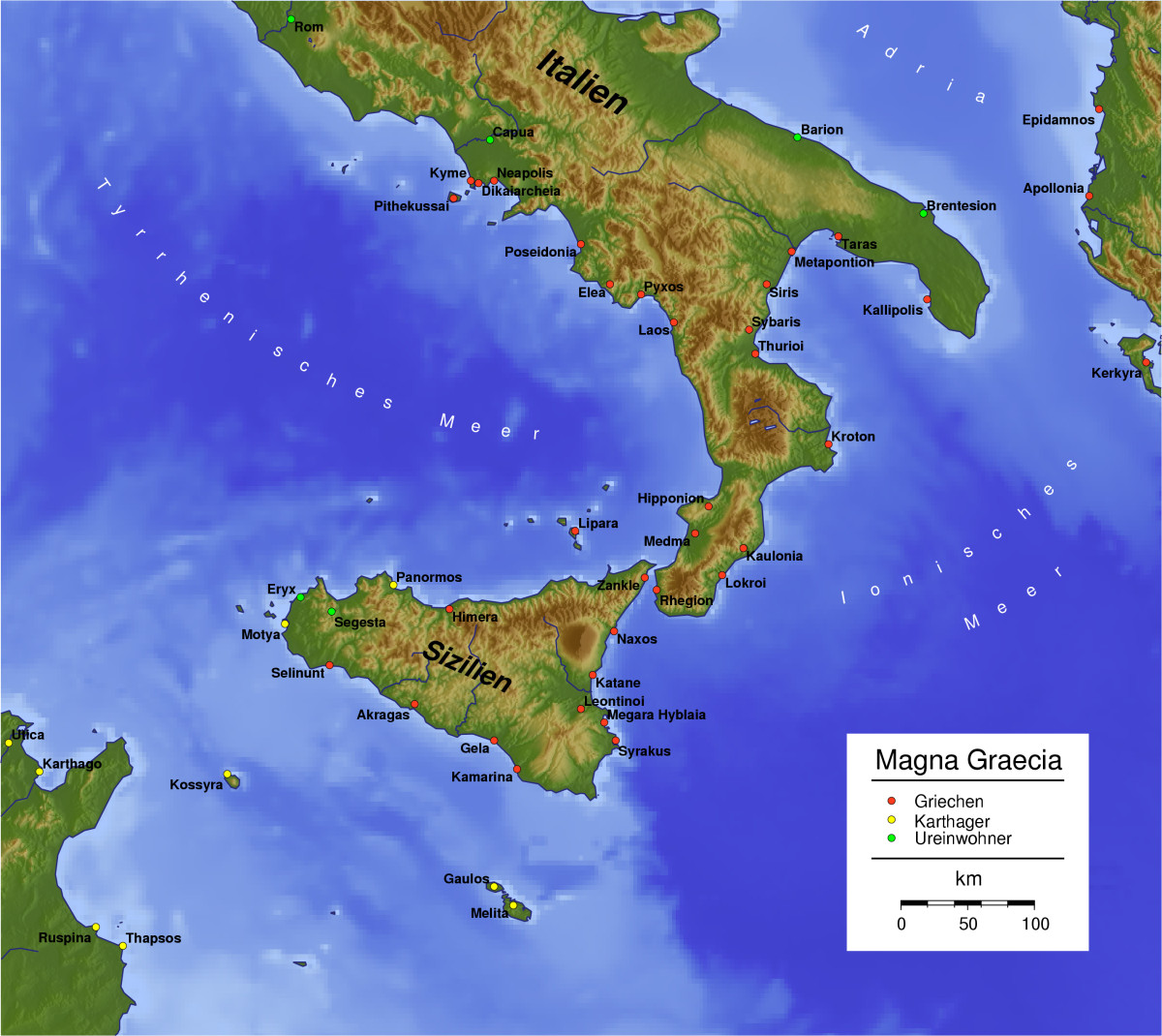
Magna Graecia

Ab dem 8. Jahrhundert v. Chr. begann die griechische Kolonisation in Italien. Die geläufige Bezeichnung als Kolonisation führt dabei ein wenig in die Irre, denn die neu gegründeten Städte waren eigenständige Poleis und keine abhängigen Kolonien. Die Abreise der Siedler aus dem antiken Griechenland ging oft auf friedliche Weise vor sich, wenn zum Beispiel die Bevölkerung in einer Stadt für die Nahrungsproduktion zu groß wurde. Oft stellte die eigene Stadt die notwendigen Mittel für das Unternehmen: Schiffe, Waffen, Ackergeräte, Lebensmittelvorräte und Saatgut. Nicht selten gründeten auch mehrere Städte gemeinsam eine neue Siedlung. Die genauen Ursachen und Abläufe sind in der Forschung dabei seit langem umstritten.
Die Heimatpolis (Metropolis) gab jedenfalls einem Oikisten (Koloniengründer) den Auftrag, die Expedition nach Italien oder anderen Gegenden des Mittelmeeres vorzubereiten und zu leiten. Der Oikist war in seinem Heimatort wohl meist sehr bekannt, zumeist stammte er aus einer adeligen Familie. Vor der Expedition musste er den Schutz der Götter garantieren. So begab er sich in ein Heiligtum, normalerweise das des Gottes Apollon in Delphi, und ließ sich vom Gott das Ziel seiner Reise bestätigen. Durch seine Priester sprach der Gott Offenbarungen aus. Eine wichtige Aufgabe des Oikisten war auch die Unterteilung des Landes in Parzellen, die dann unter den Siedlern verlost wurden. War die Gründung der Apoikie erfolgreich, so wurde der Oikist nach seinem Tod zumeist in einem eigenen Heiligtum als Heros Ktistes verehrt.
Teils waren mehrere Poleis an einer Neugründung beteiligt; manchmal waren die Oikisten aber auch heimatlose Abenteurer, die Gruppen aus verschiedenen Gebieten in Griechenland vereinten und sie als Navigatoren führten; manchmal gründeten sie so mehr als eine Stadt. Und nicht selten handelte es sich bei den Kolonisten wohl um Männer, die ihre Heimatpolis aufgrund einer Stasis verlassen mussten. In der Regel waren die Siedler dabei erwachsene Männer, die sich nach einer Weile einheimische Frauen nahmen.

## Die Apoikien in vorchristlicher Zeit
Die ersten griechischen Niederlassungen in Süditalien entstanden längs der Küsten, in der Nähe von Flüssen oder Quellen, in den heutigen Gebieten von Kalabrien, Kampanien, Basilikata, Apulien und im Südosten von Sizilien. Dabei wurden verschiedene Städte gegründet: Tarent, Kyme, Metapontion, Sybaris, Kroton, Rhegion, Paestum und Neapel wurden Hauptzentren der Magna Graecia. Auch auf Sizilien wurden verschiedene griechische Kolonien (Naxos, Zankle und Syrakus) gegründet, die aber teils nicht zum eigentlichen Großgriechenland gezählt wurden.
Spätestens ab dem Hellenismus wurden die Apoikien dann als Megále Hellás, lateinisch Magna Graecia, bezeichnet – vermutlich, um ihre Größe gegenüber dem griechischen Mutterland zu betonen. Die Bezeichnung Magna Graecia bezieht sich also eher auf die Bevölkerung und die Kultur und nicht auf ein begrenztes politisches Territorium. Eine Rolle spielte dabei auch der enorme Wohlstand vieler Städte, der vor allem darauf zurückzuführen war, dass die Bedingungen für Getreideanbau hier günstiger waren als im griechischen Mutterland.
Nach dem Pyrrhischen Krieg wurde das griechische Süditalien bis 272 v. Chr. von den Römern erobert und faktisch von der Republik annektiert, wenngleich die meisten Poleis zunächst de iure unabhängig blieben. Nach dem Ersten Punischen Krieg wurde Sizilien zur ersten römischen Provinz, zunächst noch unter Ausschluss von Syrakus, das seine Freiheit erst 211 verlor. Die griechischsprachige Bevölkerung wurde nach der Annexion der Magna Graecia im Laufe der Jahrhunderte bis auf geringe Restbestände in abgelegenen Gebieten weitgehend romanisiert. Dieser Prozess war allerdings sehr langwierig: In vielen Städten Siziliens wurden noch im 2. Jahrhundert n. Chr. griechische Inschriften gesetzt. Die Spuren des Griechischen in den heutigen süditalienischen Dialekten gehen allerdings wahrscheinlich auf das frühe Mittelalter zurück, als das Gebiet unter byzantinischer Herrschaft stand.

## Bedeutende Siedlungen

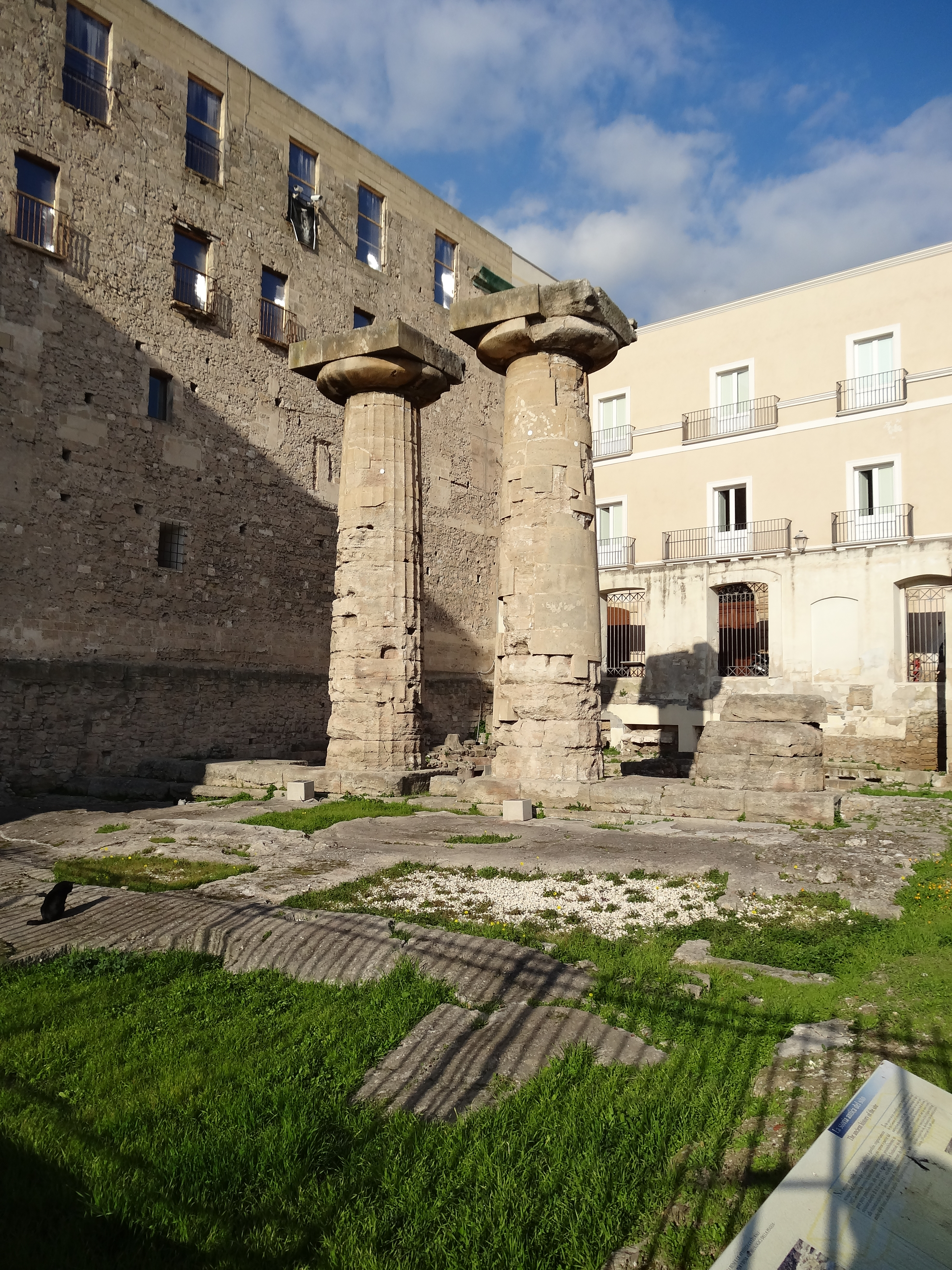
Reste eines dorischen Tempels in Tarent (Apulien)

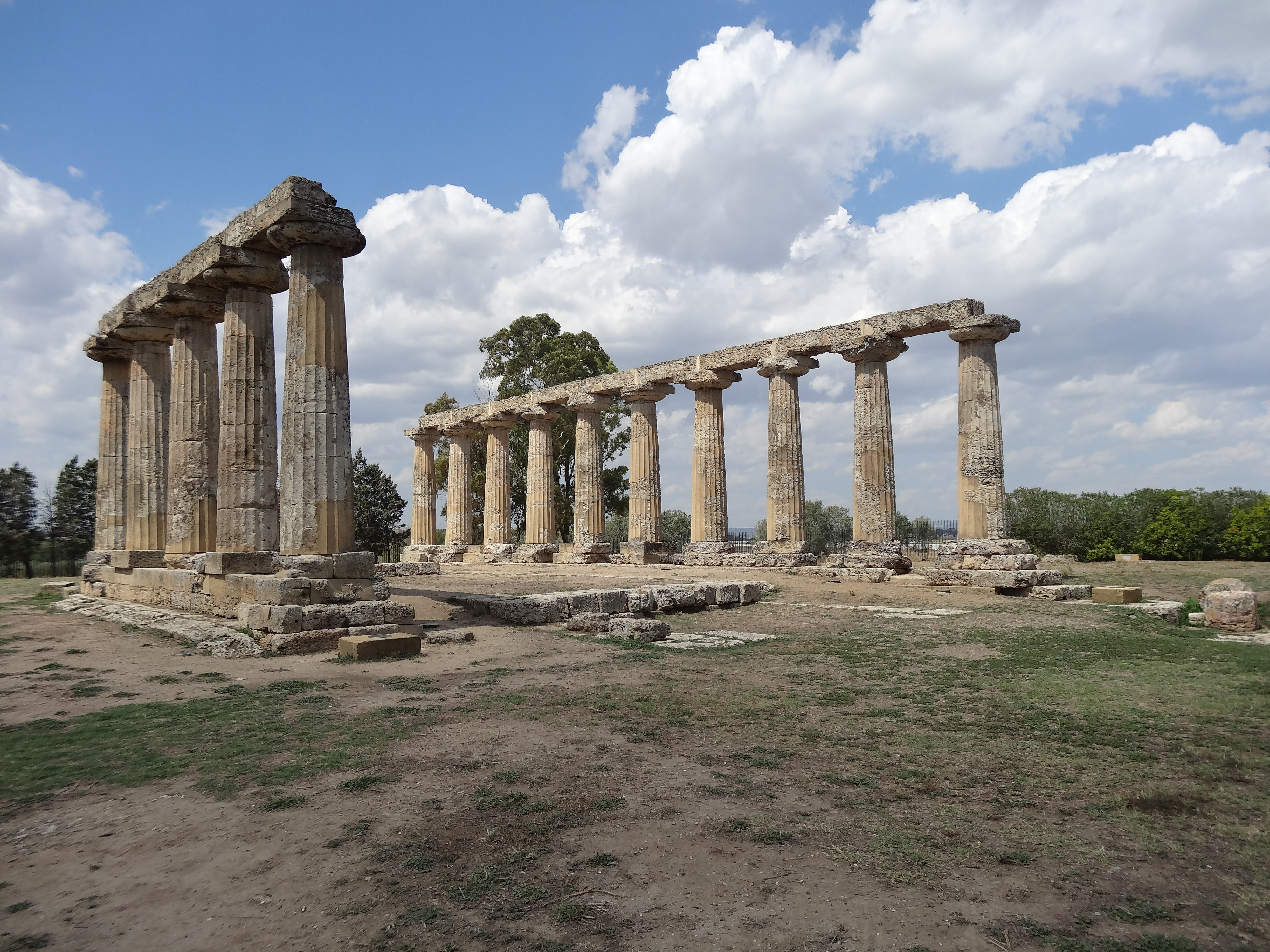
Heratempel bei Metaponto (Lukanien)

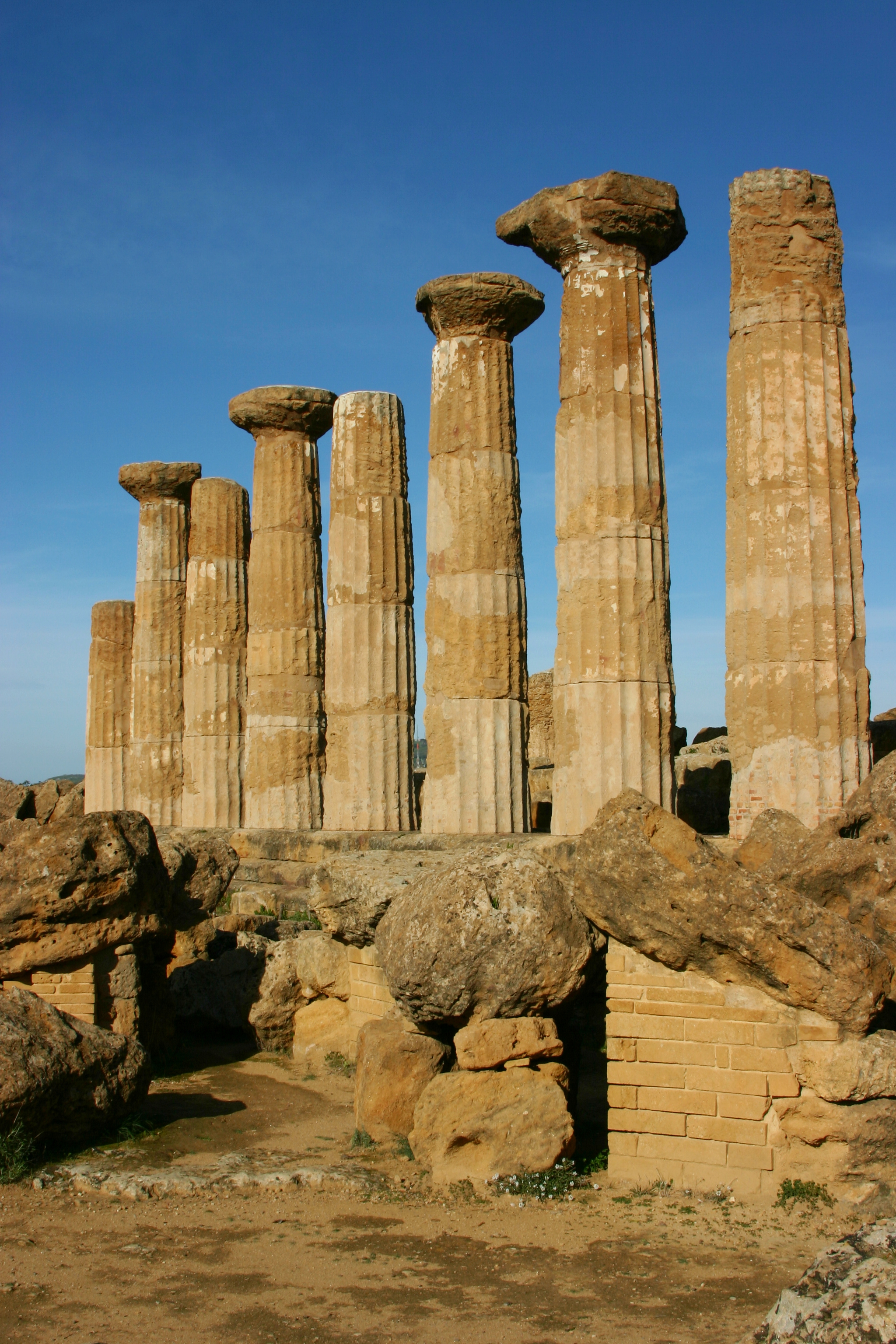
Tempel bei Agrigent (Sizilien)

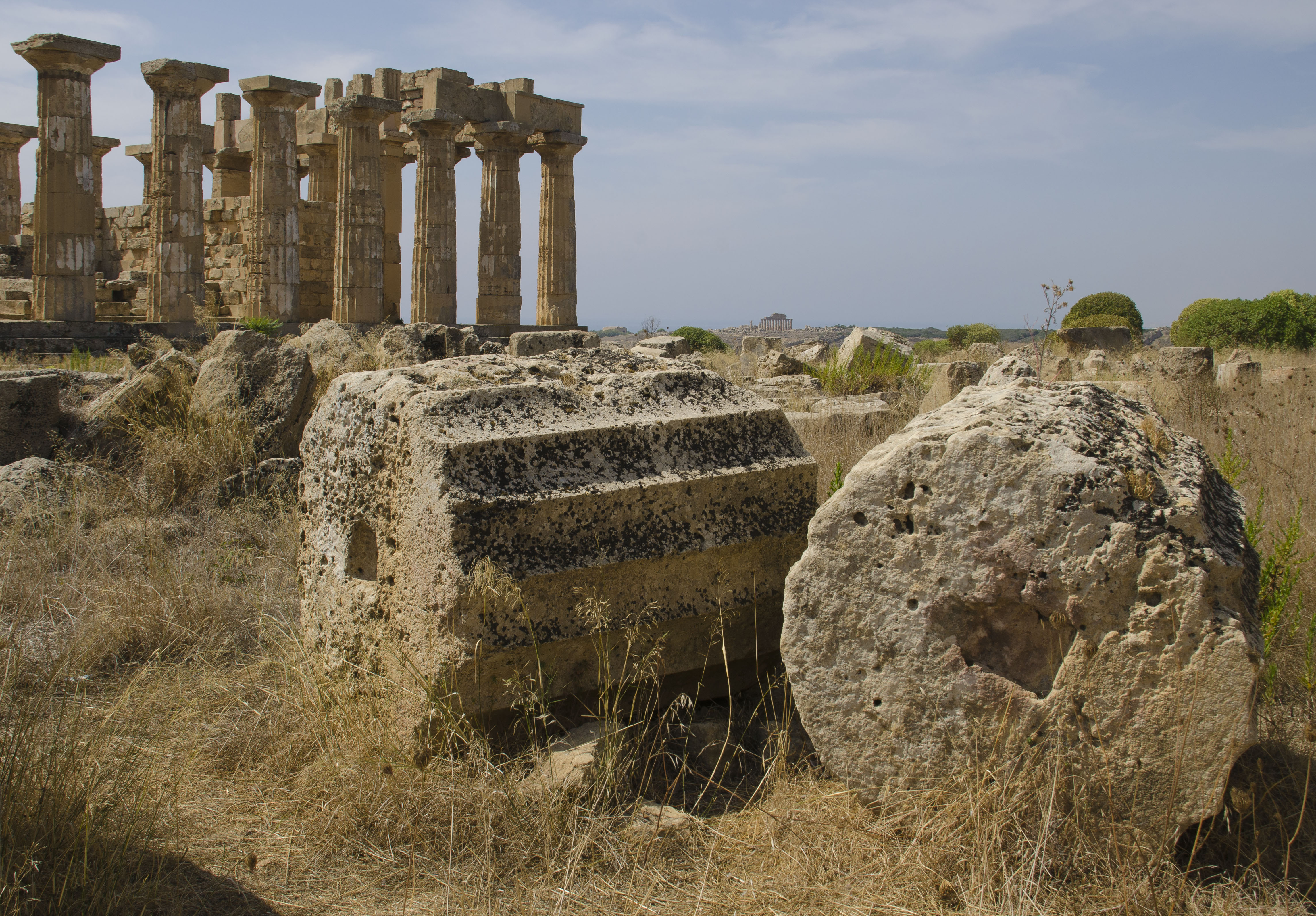
Selinunt: Trümmer des Tempels E (Sizilien)

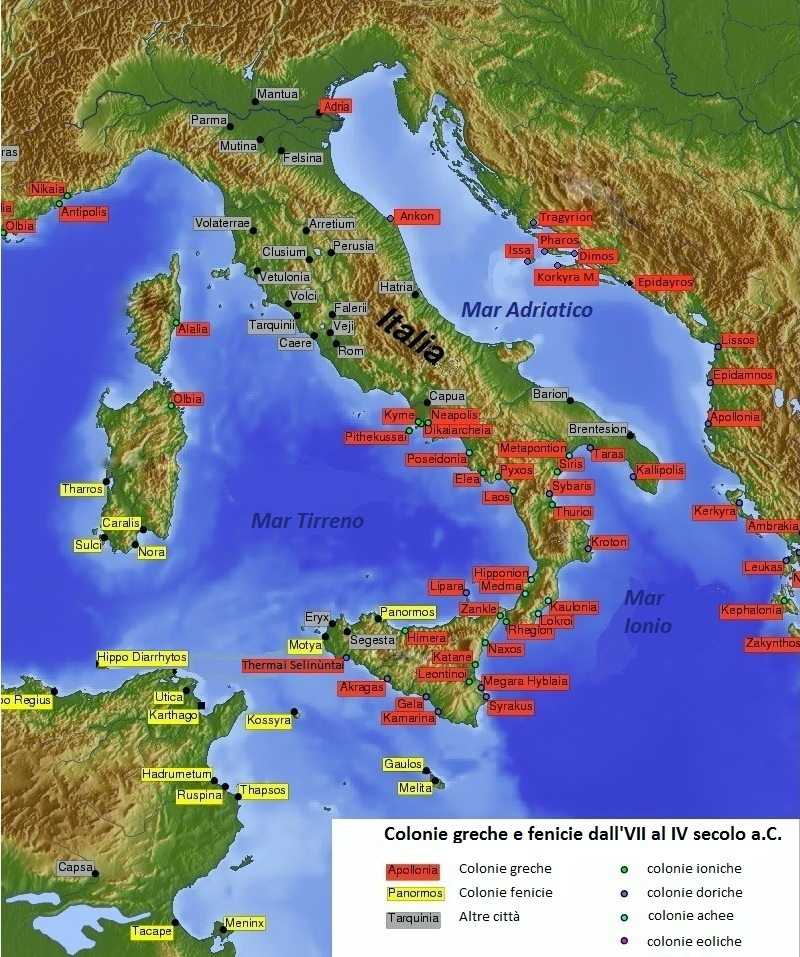
Kolonien der Magna Graecia und andere griechische Kolonien in Italien (in rot)

Viele der griechischen Neugründungen wurden schnell mächtig und reich, zum Beispiel Tarent, Neapolis (Νεάπολις, Neapel), Syrakus und Sybaris (Σύβαρις). Da der kulturelle Einfluss der Griechen zudem zu einer Hellenisierung der Vorbevölkerung führte, übernahmen auch ursprünglich nichtgriechische Städte wie Segesta im Laufe der Zeit griechische Sprache und Organisationsformen. Daher ist bei mehreren Orten Unteritaliens und Siziliens unklar, ob es sich um griechische Gründungen handelte.

### Kalabrien
In Kalabrien sind insbesondere folgende Städte zu nennen:
- Hipponion (Vibo Valentia)
- Kaulon Monasterace
- Krimisa (Cirò)
- Kroton (Κρότων, Crotone)
- Laos (Santa Maria del Cedro)
- Lokroi (Λοκροί, Locri)
- Medma (Rosarno)
- Metauros (Gioia Tauro)
- Petelia (Strongoli)
- Rhegion (Ρήγιον, Reggio di Calabria)
- Sybaris (Σύβαρις, Sibari)
- Temesa (Nocera Terinese)
- Thurii (Θούριοι Thourioi)

### Kampanien
In Kampanien sind das folgende Städte:
- Dikaiarcheia, römisch Puteoli (Pozzuoli)
- Elea, römisch Velia (Ελαία Elaia, Ascea)
- Kyme (Cuma)
- Neapolis (Νεάπολις, Neapel)
- Pithecusae (Ischia)
- Poseidonia (Paestum)

### Lukanien
In Lukanien sind folgende Städte eindeutig griechischen Ursprungs:
- Herakleia, römisch Heraclea (Policoro)
- Metapontion, römisch Metapontum (Μεταπόντιον, Metaponto)
- Pistoicos (Pisticci)
- Pyxous, römisch Buxentum (heute Policastro Bussentino, Ortsteil von Santa Marina)
- Siris (Nova Siris)
- Troilia, Obelanon (Ferrandina)

### Apulien
In Apulien sind das folgende Städte:
- Kallipolis (Gallipoli)
- Taras, römisch Tarentum (Taranto)
- Kanousion, römisch Canusium

### Sizilien
In Sizilien sind die folgenden griechischen Städte besonders erwähnenswert:
- Akragas (Ἀκραγας, Agrigento)
- Akrai (Palazzolo Acreide)
- Gelas (Gela)
- Herakleia Minoa
- Himera (Termini Imerese)
- Kamarina
- Kasmenai (Comiso)
- Katane (Catania)
- Leontinoi (Lentini)
- Lipari
- Mègara Hyblaea
- Mylae (Milazzo)
- Naxos
- Panhormos (Palermo)
- Selinus (Selinunte)
- Syrakusai (Συράκουσαι, Syrakus)
- Zankle (Messina)

### Andere Regionen
- Adria (Adria)
- Ankon (Ancona)

## Siedlungen in der Spätantike und Mittelalter
Mit Beginn der Christianisierung Süditaliens (im 3./4. Jahrhundert) gewann Griechisch als Sprache der Kirche wieder an Bedeutung. Seit dem 6. Jahrhundert, als Ostrom die Insel kontrollierte, kamen dann Griechen aus dem östlichen Mittelmeerraum, vom Balkan, aus Kleinasien, dem Vorderen Orient und Nordafrika nach Unteritalien, so dass es zu einer erneuten Gräzisierung kam. 
Später waren es dann Basilianermönche, die sich auf der Flucht vor den ikonoklastischen Gesetzen der byzantinischen Kaiser befanden. Der so genannte Bilderstreit verbot ihnen die Ikonenmalerei, die wirtschaftliche Basis des Ordens. In Apulien versteckten sich die vertriebenen griechischen Mönche in den Schluchten der Murgia und gründeten dort Höhlensiedlungen und Kirchen. Die über 500 Höhlen- und Grottenkirchen gehören zu den Sehenswürdigkeiten des Hinterlandes von Tarent und der Hoch-Murgia. Die größten besitzen sogar einen fünfschiffigen Grundriss. Die Felsenkirchen befinden sich noch in einem relativ guten Erhaltungszustand und sind zum Teil mit farbenprächtigen Fresken verziert, die zum Bilderkreis des byzantinischen Ritus gehören. Das Mönchsleben in den Höhlensiedlungen hat nicht selten zur Gründung von Schluchtenstädten geführt, die unmittelbar darüber entstanden. Zu den wichtigsten und sehenswertesten gehören Massafra, Gravina, Grottaglie und vor allem Matera in der Basilikata. Erst 1071 kam die byzantinische Präsenz in Italien an ihr Ende.

## Griko
Noch heute existiert in Kalabrien und vor allem im Salento in Apulien eine kleine Minderheit, die Griko spricht – eine Sprache mit altgriechischen, byzantinisch-griechischen und italienischen Elementen.